# Jean Lorquin
Jean Serge Lorquin fue un escultor francés.

## Biografía
Alumno de la École Nationale Supérieure des Beaux-Arts de París.
En 1949 obtuvo el primer gran Premio de Roma de escultura, con el bajo relieve en yeso titulado Le désespoir du faune.
Pensionado en la Villa Médici de Roma del 28 de enero de 1950 al 30 de abril de 1953.
Jean Lorquin vive en Cahors. Allí participa en la formación del  joven escultor Marc Petit. Junto a René Fournier corrigen regularmente las primeras obras. Jean Lorquin, le aporta su visión y sus conocimientos así como una manera de pensar la escultura. En la década de 1990, ha participado como crítico de la obra de Marc Petit, aportando textos que han sido editados como prefacio en los siguientes libros:
1. Marc Petit, Centre national et Musée Jean Jaurés de Castres, prefacio Serge Lorquin, ediciones Le champ lumineux, Decazeville, 1993.
2. Marc Petit, éditions Le champ lumineux, Decazeville, 1993, Musée Henri Martin, prefacio de Serge Lorquin.
3. Catálogo de la exposición del museo Henri Martin de Cahors - 1994

De esta última obra es esta cita:

...Todo es denuncia de las apariencias,  acto de acusación, escritura de la realidad caótica y ridícula, proceso. Humanidad observada, descuartizada sin complacencias pero no sin compasión. ‘La comedia humana’. Cuerpos de sangre bajo la luz, así es  la obra de Marc Petit, escultor.
Lorquin 1994

Su hijo Olivier Lorquin es director del Museo Maillol de París.

## Obras
- Le désespoir du faune, bajo relieve en yeso; con esta obra ganó el Premio de Roma de 1949, se encuentra en depósito de la Escuela de Bellas Artes de París.